# Comé
Comé ist eine Stadt und eine Kommune in Benin. Sie liegt im Département Mono. Die Stadt hatte bei der Volkszählung im Mai 2013 eine Bevölkerung von 42.586 Menschen und die deutlich größere Kommune Comè hatte zum selben Zeitpunkt 79.989 Einwohner.

## Bevölkerung
In Comé leben die Völker der Adja, Fons, Pedah und Watchi, welche die Ureinwohner sind. Die Hauptsprache, die gesprochen wird, ist Waci.
Bevölkerungsentwicklung:
- 1979 (Volkszählung): 12.416 Einwohner
- 1992 (Volkszählung): 19.054 Einwohner
- 2002 (Volkszählung): 29.069 Einwohner
- 2013 (Volkszählung): 42.586 Einwohner

## Kultur
Jedes Jahr wird in der Stadt das Agbessignalé gefeiert, ein Fest, bei dem sich die im Ausland lebenden Einwohner von Comè versammeln. Dieses Festival bringt die Watchi aus Benin, Togo und Ghana zusammen.